# شهرستان اوزینسکی
شهرستان اوزینسکی (به لاتین: Ozinsky District) یک شهرستان در روسیه است که در استان ساراتوف واقع شده‌است.